# Norðstreymoy

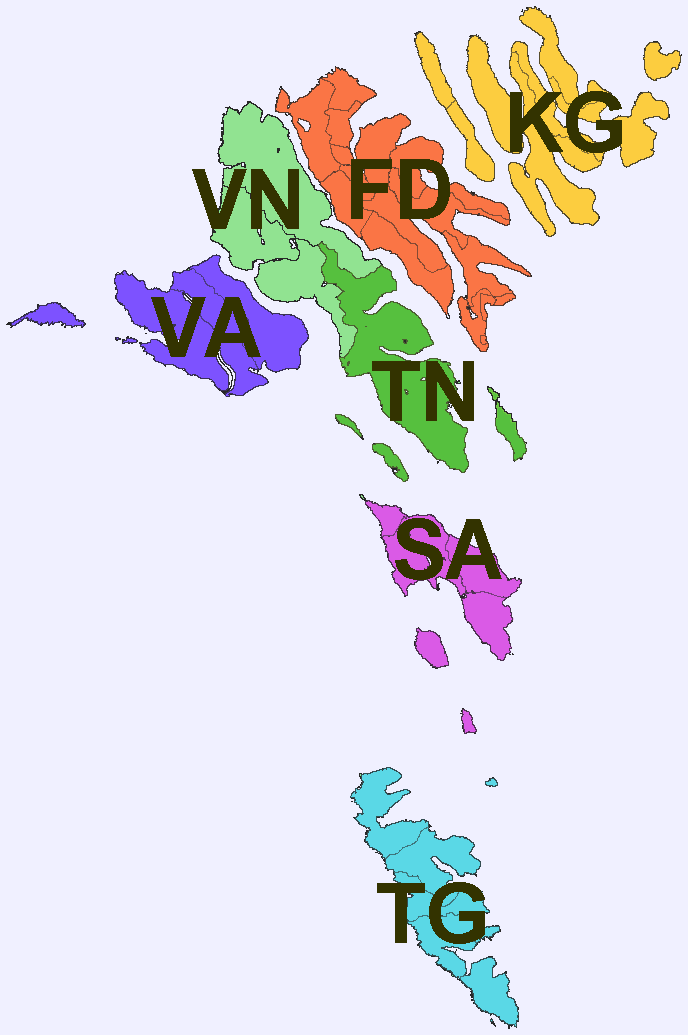
Karte über die Schiffsregisterkennzeichen der einzelnen färöischen Regionen. Nordstreymoy ist hellgrün. Das Kennzeichen VN steht für Vestmannahavn (dänischer Name von Vestmanna).

Norðstreymoy [noːrstrɛimi] „Nordstreymoy“ ist die Region im Norden der Insel Streymoy (Färöer). 
Vom Gebiet her ist die Region heute identisch mit den Kommunen Kvívík, Vestmanna und dem auf Stryemoy befindlichen westlichen Teil der Sunda kommuna (die ehemaligen Kommunen Saksun, Haldórsvík, Hósvík und Hvalvík). Nordstreymoy ist ein Wahlkreis für die Løgtingswahlen. Die anderen Wahlkreise sind:
- Vágar (blau)
- Suðurstreymoy (dunkelgrün)
- Eysturoy (rotorange)
- Norðoyar (gelborange)
- Sandur (violett)
- Suðuroy (türkis)

Abgesehen von Suðurstreymoy entspricht diese Gliederung den 6 Sýslur (Syssel). Folglich gibt es 6 Syssel aber 7 Wahlkreise. Auch die Politischen Parteien der Färöer gliedern sich nach den 7 Wahlkreisen in entsprechende Gebietsverbände.